# Fort Peck Lake
Der Fort Peck Lake ist ein Stausee am Fort Peck Dam, der höchsten von sechs Talsperren am Missouri in Montana, USA. Er liegt bei der Kleinstadt Fort Peck, einem alten Handelsposten aus den 1860er Jahren, 32 km südöstlich von Glasgow, Montana, und 16 km südwestlich von Nashua.

## Technische Daten
Das angeschlossene Wasserkraftwerk erzeugt mit fünf Turbinen 185,25 MW. Im Juli 1943 wurde der erste Strom erzeugt. Neben der Stromgewinnung sind der Zweck der Talsperre der Hochwasserschutz, die Schiffbarmachung im Unterlauf, Fischerei und Naturschutz, Erholung, Wasserversorgung und Wasserverbesserung.
Der Stausee (Fort Peck Lake) ist der größte in Montana und der fünftgrößte in den USA, gemessen am Speicherraum, und der viertgrößte gemessen an der Fläche. Er ist 216 km lang, hat eine Uferlänge von 2432 km und eine maximale Tiefe von 67 m. Er liegt am Missouri oberhalb des Lake Sakakawea. Für den Speicherraum gibt es unterschiedliche Angaben: 22.119, 23.000, 23.546 oder 26.000 Mio m³. Bei 22.119 Mio m³ ergibt sich daraus mit der Wasseroberfläche von 981 km² eine durchschnittliche Tiefe von 22,5 m.
Der Staudamm (Fort Peck Dam) wurde als Spüldamm errichtet; deswegen hat er sehr flache Böschungen. Er ist nach seinem Bauwerksvolumen von 96 Mio. m³ heute ungefähr der neuntgrößte Staudamm der Erde. Bis mindestens in die 1950er Jahre war er sogar der größte Erddamm. Seine maximale Höhe wird zwischen 75 und 78 m angegeben, seine Länge beträgt 6409 bis 6464 m.

## Geschichte
Mit dem Projekt wurde 1933 unter Präsident Franklin D. Roosevelt als Arbeitsbeschaffungsmaßnahme während der „Großen Depression“ begonnen. Bis zu 11.000 Arbeiter (1939) waren auf der Baustelle beschäftigt. Die Bauleitung hatte das U.S. Army Corps of Engineers inne, das den Staudamm noch heute betreibt.
Der ganze Stausee liegt in dem Charles M. Russell National Wildlife Refuge. Das Schutzgebiet ist bekannt für seine Fossilfunde, zum Beispiel den Schädel eines Triceratops. Außerdem gibt es hier vielfältige Erholungsmöglichkeiten.
Auf der ersten Ausgabe des Life-Magazins vom 23. November 1936 war ein Foto der Fort-Peck-Talsperre, fotografiert von Margaret Bourke-White, abgebildet.
Während der Bauarbeiten für den Damm, am 22. September 1938, gab es eine Rutschung, bei der 3,8 Mio m³ Damm-Material ins Staubecken abrutschten. 34 Arbeiter wurden verschüttet und acht starben. Durch diesen Unfall wurde die Fertigstellung um ein Jahr verzögert.
Der Fort Peck Dam wurde 1990 von der American Society of Civil Engineers in die List of Historic Civil Engineering Landmarks aufgenommen.